# سيمبين!
سيمبين! (بالفرنسية: Sembene!)‏ هو فيلم وثائقي من إخراج سامبا غادجيغو وجيسون سيلفرمان سنة 2015. يعرض الفيلم قصة حياة المخرج السنغالي عثمان سيمبين، الذي لُقب بـ «أب السينما الأفريقية». أُقيم العرض العالمي الأول للفيلم في مهرجان صاندانس السينمائي يناير 2015. شارك الفيلم أيضا في مهرجان كان السينمائي، ومهرجان البندقية السينمائي.

## ملخص
تدور قصة الفيلم حول عثمان سيمبين، عامل الميناء السنغالي والشاب الذي هجر المدرسة بعد الصف الخامس، بتصوّر حلم كان يبدو مستحيلاً، وهو أن يصبح راوياً لقصص معبرة عن إفريقيا الجديدة. خاض سيمبين مسارا امتدّ 50 عاماً ليتمكن من تقديم القصص الإفريقية للجمهور الإفريقي. حيث يرسم الفيلم ملامح سيمبين بعيون من عاصروه وتحديداً زميله المؤرخ سامبا جادجيجو، باستخدام مواد أرشيفية نادرة وأكثر من 100 ساعة من المواد واللقطات الحصرية. 

## روابط خارجية
- سيمبين! على موقع IMDb (الإنجليزية)
- سيمبين! على موقع ميتاكريتيك (الإنجليزية)
- سيمبين! على موقع بوكس أوفيس موجو (الإنجليزية)
- سيمبين! على موقع قاعدة بيانات الفيلم (الإنجليزية)
- سيمبين! على موقع ليتربوكسد (الإنجليزية)
- سيمبين! على موقع كينوبويسك (الروسية)